# Traditionsbuch

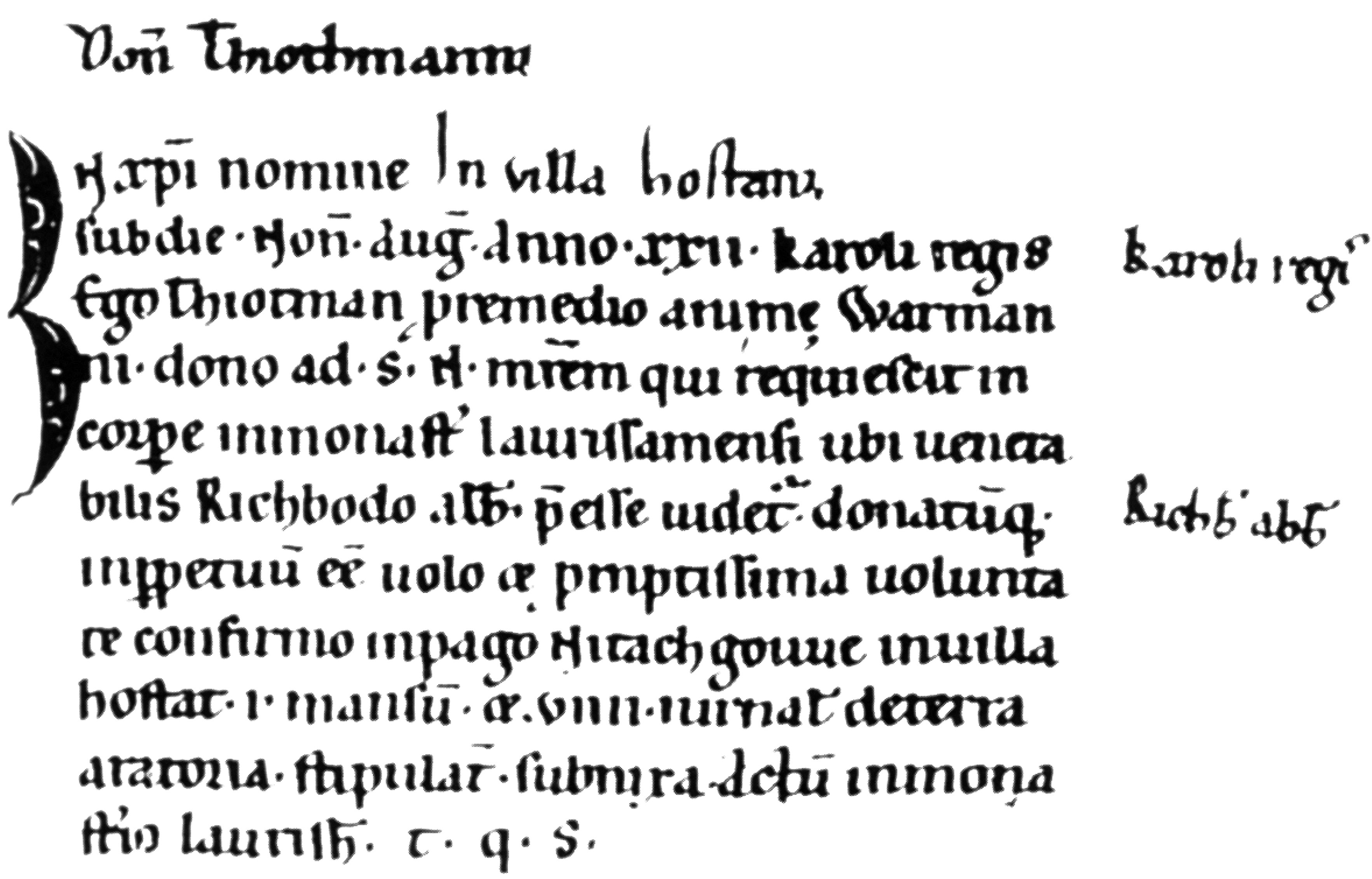
Aus dem Lorscher Codex

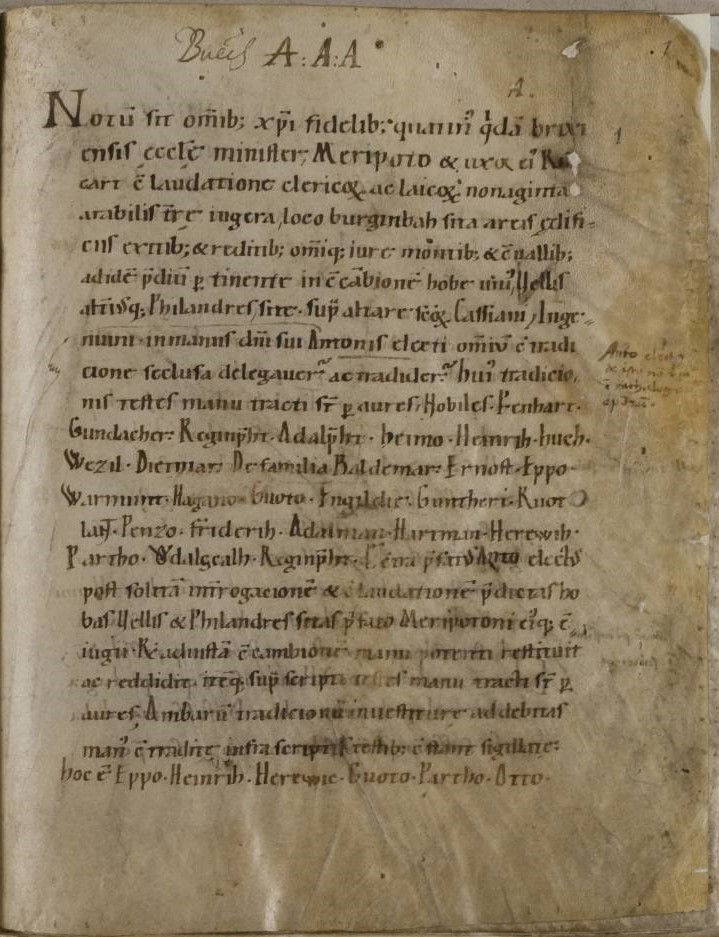
Das Traditionsbuch des Hochstifts Brixen A (Staatsarchiv Bozen, Cod. 139), fol. 1r, ausgehendes 10. Jh.

Das Traditionsbuch ist eine vor allem für geistliche Institutionen in Süddeutschland, Österreich und Südtirol typische Form des Kopialbuchs, das heißt eines Buches mit Urkundenabschriften. Tradition hat dabei die lateinische Ursprungsbedeutung „Übergabe (von Besitztümern)“, da tradere das bevorzugte dispositive Verbum ist.

## Ursprung und Beschreibung
In Traditionsbüchern verzeichneten v. a. Klöster vom 10. bis zum 13. Jahrhundert Schenkungen und Privilegien. Jeder Eintrag (sog. Traditionsnotiz) beginnt gewöhnlich mit einer einleitenden Veröffentlichungsformel (Publicatio) (notum sit omnibus = allen sei bekannt, o. ä.). Es folgt die eigentliche Übertragung durch Schenkung (traditio aut donatio), meistens von Grundstücken, aber auch von Hörigen, und abschließend eine Liste von Zeugen für das Rechtsgeschäft. Die in der Regel undatierten Einträge sind teilweise protokollarisch, d. h. jeweils direkt nach dem Rechtsakt in das Buch notiert worden, zu großen Teilen aber auch rückwirkend auf Grund von kurzen Aktnotizen (Notitia).
In einer Zeit vorwiegend schriftlosen Rechtslebens war die Rechtssicherung ein zentrales Motiv dafür, Traditionsbücher anzulegen. Die Bücher tragen aber auch Spuren praktischer Nutzung im Verwaltungsalltag. Da die Traditionsbücher häufig mit den Stiftungsurkunden oder einer Stiftungsgeschichte beginnen, scheinen sie schließlich auch dem Gedenken an die Stifter und der Selbstvergewisserung der klösterlichen Gemeinschaft gedient zu haben.
Bekannte Traditionsbücher sind der Lorscher Codex aus Lorsch oder das Schenkungsbuch aus Weissenburg/Elsass, aber auch von kleineren Klöstern, etwa Reichenbach im Schwarzwald.
Eine besonders reiche Tradition haben die Traditionsbücher im bayerisch-österreichischen Raum, wo sie insbesondere vom 11. bis zum 13. Jahrhundert in Gebrauch waren. Die bayerischen Traditionsbücher werden systematisch von der Kommission für bayerische Landesgeschichte der Bayerischen Akademie der Wissenschaften herausgegeben.

## Ausgaben

### Nicht-bayerische Traditionsbücher
- Kaspar Zeuss: Traditiones possessionesque Wizenburgenses: codices duo cum supplementum. Speyer 1842.
- Anton Doll (Hrsg.): Traditiones Wizenburgenses. Die Urkunden des Klosters Weissenburg 661–864. Eingeleitet und aus dem Nachlass von Karl Glöckner hrsg. von Anton Doll, Hessische Historische Kommission, Darmstadt 1979.
- Karl Glöckner: Codex Laureshamensis. Darmstadt 1929–1936, 1963 (Repr., maßgebliche Edition).
- Oswald Redlich: Die Traditionsbücher des Hochstifts Brixen vom zehnten bis in das vierzehnte Jahrhundert. Wagner, Innsbruck 1886; Nachdr. Scientia, Aalen 1973 (= Acta Tirolensia. Urkundliche Quellen zur Geschichte Tirols. Band 1).
- Willibald Hauthaler, Franz Martin: Salzburger Urkundenbuch. Band 1: Traditionscodices. Salzburg 1910.
- Gebhard Rath, Erich Reiter (Bearb.): Das älteste Traditionsbuch des Klosters Mondsee. Linz 1989 (= Forschungen zur Geschichte Oberösterreichs. Band 16).
- Hans Wagner (Bearb.): Das Traditionsbuch des Augustiner-Chorrenstiftes Neustift bei Brixen. Österreichische Akademie der Wissenschaften, Wien 1954 (= Fontes rerum Austriacarum. Abt. II, Band 76).
- Adalbert Franz Fuchs (Bearb.): Die Traditionsbücher des Benediktinerstiftes Göttweig. Wien-Leipzig 1931 (= Fontes rerum Austriacarum. Abt. II, Band 69).
- Max Schrott (Bearb.): Liber testamentorum Conventus Neocellensis. Bozen 1967 (= Geschichtsquellen des Etschlandes. Band 1).
- Hannes Obermair, Martin Bitschnau: Die Traditionsnotizen des Augustinerchorherrenstifts St. Michael a. d. Etsch (San Michele all'Adige): Vorarbeiten zum „Tiroler Urkundenbuch“. In: Mitteilungen des Instituts für Österreichische Geschichtsforschung. Band 105, 1997, S. 263–329, doi:10.7767/miog.1997.105.jg.263.
- Paul Wigand (Hrsg.): Traditiones Corbeienses. Leipzig 1843.
- Siegfried Haider (Bearb.): Die Traditionsurkunden des Klosters Garsten. Kritische Edition. Böhlau, Wien 2011 (= Quelleneditionen des Instituts für Österreichische Geschichtsforschung, Band 8), ISBN 978-3-205-78664-1.
- Karl Brunner (Hrsg.): Klosterneuburger Traditionsbuch. Wien, Böhlau 2025, ISBN 978-3-205-22153-1 (= Fontes Rerum Austriacarum. Österreichische Geschichtsquellen. 3. Abteilung: Fontes Iuris, Band 28) (online).

### Bayerische Traditionsbücher
- Die Traditionen des Klosters Tegernsee 1003–1242, bearb. v. Peter Acht (zugl. Habil. München), München 1952 (Quellen und Erörterungen zur Bayerischen Geschichte NF 9,1).
- Cornelia Baumann: Die Traditionen des Klosters Reichenbach am Regen (teilweise zugl. Diss. München 1980/81), München 1991 (Quellen und Erörterungen zur Bayerischen Geschichte NF 38,1).
- Theodor Bitterauf: Die Traditionen des Hochstifts Freising, 2 Bde., München 1905–1908 (Quellen und Erörterungen zur Bayerischen Geschichte NF 4 u. 5).
- Die Traditionen, Urkunden und Urbare des Klosters Neustift bei Freising, bearb. v. Hermann-Joseph Busley, München 1961 (Quellen und Erörterungen zur Bayerischen Geschichte NF 19).
- Die Traditionen des Klosters Formbach, bearb. v. Eva Chrambach, München 1983.
- Die Traditionen, Urkunden und Urbare des Klosters St. Paul in Regensburg, bearb. v. Johann Geier, München 1986 (Quellen und Erörterungen zur Bayerischen Geschichte NF 34).
- Johann Geier: Die Traditionen, Urkunden und Urbare des Klosters Asbach (zugl. Diss. München 1966/67), München 1969 (Quellen und Erörterungen zur Bayerischen Geschichte NF 23).
- Birgit Gilcher: Die Traditionen des Klosters Herrenchiemsee. Vorarbeiten zu einer Edition, unveröff. Mag. GHW München 2001.
- Friedrich Helmer: Die Traditionen des Stiftes Polling (teilweise zugl. Diss. München 1983), München 1993 (Quellen und Erörterungen zur Bayerischen Geschichte NF 41,1).
- Max Heuwieser: Die Traditionen des Hochstifts Passau (ND Aalen 1988), München 1930 (Quellen und Erörterungen zur Bayerischen Geschichte NF 6).
- Die Traditionen des Kollegialsstifts St. Kastulus in Moosburg, bearb. v. Klaus Höflinger (zugl. Diss. München 1987), München 1994 (Quellen und Erörterungen zur Bayerischen Geschichte NF 42,1).
- Heiner Hofmann: Die Traditionen, Urkunden und Urbare des Stiftes Gars (teilweise zugleich Dissertation München 1975/76), München 1983 (Quellen und Erörterungen zur Bayerischen Geschichte NF 31).
- Reinhard Höppl: Die Traditionen des Klosters Wessobrunn (teilweise zugleich Dissertation München 1974), München 1984 (Quellen und Erörterungen zur Bayerischen Geschichte NF 32,1).
- Hardo-Paul Mai: Die Traditionen, die Urkunden und das älteste Urbarfragment des Stiftes Rohr 1133–1332 (zugl. Diss. München 1961/62), München 1966 (Quellen und Erörterungen zur Bayerischen Geschichte NF 21).
- Cornelia Mohr: Die Traditionen des Klosters Oberaltaich (teilweise zugleich Diss. München 1970), München 1979 (Quellen und Erörterungen zur Bayerischen Geschichte NF 30,1).
- Die Traditionen und das älteste Urbar des Klosters St. Ulrich und Afra in Augsburg, bearb. v. Robert Müntefering, München 1986 (Quellen und Erörterungen zur Bayerischen Geschichte NF 35).
- Elisabeth Noichl: Codex Falkensteinensis. Die Rechtsaufzeichnungen der Grafen von Falkenstein (Quellen und Erörterungen zur Bayerischen Geschichte NF 29), München 1978.
- Die Traditionen und Urkunden des Stiftes Dießen 1114–1362, bearb. v. Waldemar Schlögl (Quellen und Erörterungen zur Bayerischen Geschichte NF 22,1), München 1967.
- Andrea Schwarz: Die Traditionen des Klosters Prüfening (teilweise zugleich Diss. München 1982), München 1991 (Quellen und Erörterungen zur Bayerischen Geschichte NF 39,1).
- Michael Stephan: Die Traditionen des Klosters Scheyern. Die Urkunden und die ältesten Urbare des Klosters Scheyern, München 1988 (Quellen und Erörterungen zur Bayerischen Geschichte NF 36,1 u. 36,2).
- Die Traditionen, Urkunden und Urbare des Klosters Münchsmünster, bearb. v. Matthias Thiel, München 1961 (Quellen und Erörterungen zur Bayerischen Geschichte NF 20).
- Die Traditionen, Urkunden und Urbare des Klosters Münchsmünster, bearb. v. Matthias Thiel u. Odilo Engels, München 1961 (Quellen und Erörterungen zur Bayerischen Geschichte NF 20).
- Bodo Uhl: Die Traditionen des Klosters Weihenstephan (teilweise zugleich Diss. München 1970), München 1972 (Quellen und Erörterungen zur Bayerischen Geschichte NF 27,1).
- Die Traditionen des Augustiner-Chorherrenstifts Baumburg an der Alz, bearb. v. Martin J. Walko, München 2004 (Quellen und Erörterungen zur Bayerischen Geschichte NF 44,1).
- Monika von Walter: Die Traditionen des Benediktinerklosters Biburg, München 2004 (Quellen und Erörterungen zur bayerischen Geschichte NF 45,1).
- Alois Weißthanner: Die Traditionen des Klosters Schäftlarn 760–1305, München 1953 (Quellen und Erörterungen zur Bayerischen Geschichte NF 10,1).
- Die Traditionen des Hochstifts Regensburg und des Klosters S. Emmeram, bearb. v. Josef Widemann, (ND Aalen 1969 u. 1988), München 1943 (Quellen und Erörterungen zur Bayerischen Geschichte NF 8).